# Columbita-(Mn)
La columbita-(Mn), manganocolumbita o manganotantalocolumbita és un mineral de la classe dels òxids, que pertany al grup de la columbita. Forma serie amb la columbita-(Fe).

## Característiques
La columbita-(Mn) és un òxid de fórmula química (Mn,Fe)(Nb,Ta)₂O₆. Cristal·litza en el sistema ortoròmbic. La seva duresa a l'escala de Mohs és 6.
Segons la classificació de Nickel-Strunz, la columbita-(Mn) pertany a «04.DB - Metall:Oxigen = 1:2 i similars, amb cations de mida mitja; cadenes que comparteixen costats d'octàedres» juntament amb els següents minerals: argutita, cassiterita, plattnerita, pirolusita, rútil, tripuhyita, tugarinovita, varlamoffita, byströmita, tapiolita-(Fe), tapiolita-(Mn), ordoñezita, akhtenskita, nsutita, paramontroseïta, ramsdel·lita, scrutinyita, ishikawaïta, ixiolita, samarskita-(Y), srilankita, itriorocolumbita-(Y), calciosamarskita, samarskita-(Yb), ferberita, hübnerita, sanmartinita, krasnoselskita, heftetjernita, huanzalaïta, tantalita-(Fe), tantalita-(Mn), columbita-(Mg), qitianlingita, columbita-(Fe), magnocolumbita, tantalita-(Mg), ferrowodginita, litiotantita, litiowodginita, titanowodginita, wodginita, ferrotitanowodginita, wolframowodginita, tivanita, carmichaelita, alumotantita i biehlita.

## Formació i jaciments
S'ha descrit en prop de 300 localitats de tots els continents exeptuant l'Antàrtida.